# Luigi Capotosti
 Luigi Kardinal Capotosti  (* 23. Februar 1863 in Monte Giberto, Marken; † 16. Februar 1938 in Rom) war ein italienischer Geistlicher, Bischof von Modigliana und später Kurienkardinal der römisch-katholischen Kirche.

## Leben
Luigi Capotosti erhielt seine theologische und philosophische Ausbildung im Priesterseminar von Fermo. Er empfing im Jahre 1885 das Sakrament der Priesterweihe und arbeitete anschließend als persönlicher Sekretär des Erzbischofs von Fermo, Offizial und Kathedralkanoniker.
Papst Pius X. ernannte ihn im April 1908 zum Bischof von Modigliana. Die Bischofsweihe spendete ihm am 31. Mai desselben Jahres Carlo Castelli OSC, Erzbischof von Fermo; Mitkonsekratoren waren Raimundo Daffei, Bischof von Forlì, und Luigi Boschi, Bischof von Ripatransone. Am 8. Juni 1914 wurde Luigi Capotosti von Pius X. zum Sekretär der Kongregation für die Ordnung der Sakramente bestellt. Papst Benedikt XV. ernannte ihn 1915 zum Titularerzbischof von Thermae Basilicae. Papst Pius XI. nahm ihn am 21. Juni 1926 als Kardinalpriester mit der Titelkirche San Pietro in Vincoli in das Kardinalskollegium auf. Am 29. Juli 1931 ernannte er Kardinal Capotosti zum Pro-Datar der Apostolischen Datarie, am 23. September 1933 erfolgte die Ernennung zum Datar.
Luigi Capotosti starb am 16. Februar 1938 nach mehreren Operationen in Rom und wurde auf dem Friedhof Campo Verano beigesetzt.